# الدوري الإيطالي 1961–62
الدوري الإيطالي الدرجة الأولى 1961–62 (بالإيطالية: Serie A 1961-1962)‏ هو موسم من الدوري الإيطالي الدرجة الأولى. أقيم خلال الفترة 27 أغسطس 1961 وحتى 15 أبريل 1962، وفاز فيه إيه سي ميلان.